# Robert von Hornstein
Robert von Hornstein   (Donaueschingen, 5 de desembre de 1833 - Múnic, 19 de juliol de 1890) va ser un noble i compositor alemany.
Robert von Hornstein venia de la família noble sueca de Hornstein i va heretar en 1861 del seu pare Ferdinand von Hornstein les possessions de Hohenstoffeln. La seva mare Emilie va néixer, Kirsner era germana del farmacèutic i polític de Baden Ludwig Kirsner. Estudià en el Conservatori de Leipzig i després residí a Múnic, on fou amic de R. Wagner i de A. Schopenhauer.
Va compondre diverses obres, entre elles les òperes Adam und Eva i Der Dorfedvokat, una col·lecció de lieder, 20 duets, el ball Der Blumen Rache i peces per a piano. El seu fill Ferran publicà les seves Memories (1908).